# Escudo de Falset
El escudo de armas de Falset es un símbolo del municipio español de Falset y se describe, según la terminología precisa de la heráldica, por el siguiente blasón:

«Escudo embaldosado: de azur, un castillo de oro acostado de dos hoces afrontadas de plata. Al timbre, una corona mural de villa.»

## Diseño
La composición del escudo está formada sobre un fondo en forma de cuadrado apoyado sobre una de sus aristas, llamado escudo de ciudad o escudo embaldosado, configuración difundida en Cataluña y otros territorios de la antigua Corona de Aragón y adoptada por la administración en sus especificaciones para el diseño oficial de los municipios de las entidades locales de color azul (azur). Como carga principal aparece una representación heráldica de un castillo, almenado, con sus tres torres, siendo la del medio, también llamada torre del homenaje, más alta que el resto, todo de color amarillo (oro). El castillo viene acompañado por dos hoces, una a cada lado (acostado) y con las puntas de la hojas de las hoces apuntándose (afrontadas), de color blanco o gris claro (plata, también llamado argén).
El escudo está acompañado en la parte superior de un timbre en forma de corona mural, que es la adoptada por la Generalidad de Cataluña para timbrar genéricamente a los escudos de los municipios. En este caso, se trata de una corona mural de villa, que básicamente es un lienzo de muralla amarillo (oro) con puertas y ventanas en negro (cerrado de sable), con ocho torres almenadas, cinco de ellas vistas.

## Historia

Escudo anterior de Falset. «En forma de escudo de ciudad, de azur, un castillo de oro cerrado de sable, terrasado en su color y acompañado de dos hoces de plata embellecidas de oro.»

El ayuntamiento acordó solicitar el estudio heráldico para la adopción del escudo el 14 de setiembre de 2009. Después de continuar con el proceso reglamentario, el escudo fue finalmente aprobado el 12 de noviembre de 2010 y publicado en el DOGC número 5.782 de 24 de diciembre del mismo año.
En el escudo se ve representado las señales tradicionales y características del municipio, el castillo de Falset y dos hoces (falçs en catalán) que además, se trata de armas parlantes.